# Irina Heràsxenko
Irina Heràsxenko (ucraïnès: Ірина Ігорівна Геращенко)  (Kíiv, 10 de març de 1995) és una esportista ucraïnesa que competeix en atletisme en la prova de salt d'alçada.
Va participar en tres Jocs Olímpics d'Estiu, obtenint una medalla de bronze a París 2024, a la prova de salt d'alçada, el desè lloc a Rio de Janeiro 2016 i el quart a Tòquio 2020. També va guanyar una medalla de bronze al Campionat d'Europa d'atletisme de 2024 i una medalla de plata al Campionat d'Europa d'atletisme en pista coberta de 2021 a Toruń.